# Lensia havock
Lensia havock is een hydroïdpoliep uit de familie Diphyidae. De poliep komt uit het geslacht Lensia. Lensia havock werd in 1941 voor het eerst wetenschappelijk beschreven door Totton. 